# Conde Dooku
El Conde Dooku (también conocido por su identidad Sith Darth Tyranus) es un personaje ficticio y un antagonista importante en la franquicia de Star Wars. Interpretado por Christopher Lee, aparece en El ataque de los clones y La venganza de los Sith. Desde entonces, el personaje ha aparecido en varios otros medios de Star Wars, incluida la serie animada Star Wars: Clone Wars de 2003, la película animada Star Wars: The Clone Wars de 2008 y su serie de televisión de seguimiento, y el videojuego de 2017 Star Wars Battlefront II. En la mayoría de sus apariciones fue interpretado por Corey Burton, excepto en la película The Clone Wars, donde Lee repitió su papel.
En el universo ficticio de Star Wars, Dooku es una figura política prominente como el Conde de su planeta natal de Serenno, así como un ex Maestro Jedi, que fue entrenado por Yoda y fue mentor del maestro de Obi-Wan Kenobi, Qui-Gon Jinn. Después de desilusionarse con la corrupción dentro del Senado de la República Galáctica y perder su fe en la Orden Jedi, finalmente cae al lado oscuro de la Fuerza y se convierte en el segundo aprendiz Sith de Darth Sidious, después de Darth Maul. Dooku juega un papel fundamental en el ascenso al poder de Sidious, liderando la Confederación de Sistemas Independientes, compuesta por numerosos sistemas planetarios que buscan la independencia de la República, a lo largo de las Guerras Clon y diseñando la creación del ejército clon de la República. Aunque Dooku espera que esto le permita gobernar la galaxia junto a Sidious, a quien planea derrocar en secreto, finalmente es traicionado por su maestro, quien arregla su muerte a manos de su eventual reemplazo, Anakin Skywalker, quien luego cae en el lado oscuro y se convierte en Darth Vader.
El personaje de Dooku y la interpretación de Christopher Lee en las películas de la precuela recibieron reacciones generalmente positivas de fanáticos y críticos. Desde el lanzamiento de las películas, Dooku ha sido destacado como uno de los mejores villanos de Star Wars y un contraste para Anakin Skywalker, cuya transformación en Darth Vader se presagia a través de la propia caída de Dooku al lado oscuro. El personaje también se ha vuelto muy popular entre los fanáticos de Star Wars, ganando seguidores de culto.

## Apariciones

### Películas

#### El ataque de los clones (2002)
Introducido en Star Wars: Episodio II - El ataque de los clones, el Conde Dooku es un antiguo Maestro Jedi que abandonó la Orden después de perder la fe en la República a la que servían los Jedi y que se transforma en el líder de la Confederación de Sistemas Independientes, una federación de sistemas planetarios que se rebelan contra la República Galáctica. Cree que la República es corrupta y que sus políticos están más interesados en mantener la burocracia y enriquecerse que en ayudar a los sistemas pobres y oprimidos.
Dooku recluta al cazarrecompensas Jango Fett para asesinar a Padmé Amidala en Coruscant, sin embargo, el atentado contra su vida fracasa gracias a sus protectores Jedi; una pelea con Obi-Wan Kenobi obliga a Fett a huir de Kamino a Geonosis y el cazarrecompensas se encuentra con su benefactor. Después de capturar a Obi-Wan en Geonosis, Dooku le dice que está intentando salvar la República, y le explica que miles de senadores están bajo la influencia de un Lord Sith llamado Darth Sidious. En un intento de convencer a Obi-Wan para que se una a él, Dooku le recuerda a su difunto maestro, Qui-Gon Jinn, quien fue aprendiz de Dooku, y afirma que él tampoco habría servido a la República si hubiera sabido que un Sith estaba en control. Cuando Obi-Wan se niega a unirse a él, Dooku lo condena a muerte de inmediato. Padmé y el padawan de Obi-Wan, Anakin Skywalker, van a Geonosis para salvar a Obi-Wan, pero también son capturados y condenados a muerte.
Un equipo de ataque de Jedi aparece en el planeta, y después de que rescatan al trío, estalla una batalla entre las fuerzas de la República y el ejército de droides de batalla de Dooku. Dooku intenta huir, pero Obi-Wan y Anakin lo entablan en un duelo con sables de luz. Dooku somete a Anakin con un rayo de Fuerza y hiere a Obi-Wan con su sable de luz. Cuando Anakin sale en defensa de Obi-Wan, Dooku le corta el brazo al joven Padawan. Justo cuando Dooku está a punto de escapar, Yoda lo confronta y lo involucra en un duelo con sables de luz. Incapaz de igualar la velocidad y agilidad de Yoda, Dooku distrae a su antiguo maestro usando la Fuerza para desalojar un gran pilar y enviarlo a toda velocidad hacia Anakin y Obi-Wan. Mientras Yoda está ocupado salvándolos, Dooku escapa. Después de llegar a Coruscant, Dooku muestra los diseños geonosianos de la Estrella de la Muerte a Sidious e informa a su maestro que su plan está funcionando: "La guerra ha comenzado".

#### La venganza de los Sith (2005)
En la secuencia de apertura de Star Wars: Episodio III - La venganza de los Sith, ambientada tres años después, Dooku y el comandante separatista General Grievous secuestran al Canciller Supremo Palpatine, el alter ego de Sidious, como parte de un plan orquestado por Palpatine para atraer a Anakin al lado oscuro de la Fuerza. Anakin y Obi-Wan abordan la nave de Grievous y se enfrentan a Dooku, quien deja a Obi-Wan inconsciente, dejando a Anakin solo frente al Lord Sith. Anakin cede a su odio por Dooku y usa el lado oscuro para dominarlo, cortando ambas manos de Dooku y dejándolo indefenso. Palpatine luego le dice a Anakin que ejecute a Dooku en el acto, traicionando así a Tyranus. Después de dudarlo inicialmente, Anakin mata brutalmente a Dooku decapitándolo. Este acto desencadena una cadena de eventos que conduce a la eventual caída de Anakin al lado oscuro y su transformación en Darth Vader, sucediendo así a Dooku como el tercer aprendiz de Sidious y logrando su objetivo final: ayudar a eliminar la Orden Jedi y formar el Imperio Galáctico.

#### The Clone Wars (2008)
En la película CGI de 2008 Star Wars: The Clone Wars, el Conde Dooku planea traer a Jabba the Hutt a los pliegues de la Confederación reclutando al tío de Jabba, Ziro the Hutt, para secuestrar al hijo de Jabba, Rotta. Después de que los agentes de Ziro entregan el Huttlet al planeta Teth, Dooku contacta a Ziro nuevamente para hacer arreglos para que su subordinada Asajj Ventress tome la custodia de Rotta. Cuando Jabba solicita la ayuda de los Jedi para rescatar a su hijo, Dooku planea incriminar a los Jedi por el crimen. Dooku se enfrenta a duelo con Anakin por primera vez desde su encuentro en El ataque de los clones. El duelo acaba en empate, y Anakin y su padawan Ahsoka Tano finalmente frustran el plan de Dooku.

### Televisión

#### The Clone Wars (2008-2014)
En la serie animada de 2008 Star Wars: The Clone Wars, ambientada entre Attack of the Clones y Revenge of the Sith, Dooku es el líder político de los separatistas y un antagonista principal. Además de enviar a Grievous y Ventress en misiones para antagonizar a la República, trabaja con el grupo terrorista Death Watch para darle a la República una razón para enviar una presencia militar a Mandalore, lo que jugaría a su favor. El plan fracasa cuando la duquesa Satine Kryze de Mandalore insta al Senado Galáctico a contener una fuerza militar.
En la tercera temporada, Dooku se ve obligado a eliminar a su aprendiz Ventress para demostrar su lealtad a Darth Sidious. Sin embargo, Ventress sobrevive y trabaja con Mother Talzin para matar a Dooku dándole a Savage Opress como aprendiz de reemplazo. Durante un enfrentamiento entre Dooku y Ventress, Savage se vuelve contra ambos. En la cuarta temporada, Dooku derrota a Anakin en tres duelos separados con sables de luz y se venga de Ventress haciendo que el general Grievous ordene el genocidio sistemático de las Hermanas de la Noche. En la quinta temporada, Dooku desempeña papeles menores a través de un holograma al guiar al Rey Rash de Onderon y a Grievous a hacerse cargo de Florrum.
En la sexta temporada, Dooku descubre que el soldado clon Tup ejecutó la Orden 66 prematuramente y trabaja entre bastidores para detener la investigación de la República. Luego manipula al Clan Bancario y a su representante Rush Clovis en poner todos sus recursos en manos de los Sith, trayendo la guerra al planeta Scipio. Más tarde, los Jedi encuentran un sable de luz que pertenece al difunto Maestro Jedi Sifo-Dyas, a quien Dooku asesinó años antes, y comienzan una investigación. Sidious obliga a Dooku a limpiar su rastro. Dooku confronta a Anakin y Obi-Wan en Oba Diah, revelando su alter ego Darth Tyranus a los Jedi, y se dan cuenta de que fue él quien creó el ejército de clones. Algunas investigaciones adicionales de Yoda incitan a Dooku y Sidious a realizar un ritual Sith en un intento fallido de doblegar al Maestro Jedi; en una visión experimentada por Yoda, Dooku lucha contra Anakin, quien rápidamente lo derrota y lo ejecuta, de una manera muy similar a su eventual desaparición.
El Conde Dooku no aparece directamente en la séptima temporada. Sin embargo, como los eventos de La venganza de los Sith coinciden con el arco final de la temporada, Obi-Wan informa a Ahsoka Tano de su muerte a manos de Anakin, quien le dice que es importante capturar a Maul, ya que es la única forma en que el Jedi puede descubrir la verdadera identidad de Darth Sidious después de la muerte de Dooku.

#### Tales of the Jedi (2022)
Un Conde Dooku más joven es uno de los dos protagonistas de la miniserie animada Tales of the Jedi, con la voz de Corey Burton. Él es el foco de los episodios segundo, tercero y cuarto, que describen su vida como Jedi y su eventual caída al lado oscuro. La miniserie también se enfoca en la amistad de Dooku con su padawan Qui-Gon Jinn, con Liam Neeson y su hijo Micheál Richardson regresando para dar voz al personaje en su adultez y su juventud respectivamente.

## Representación
El Conde Dooku fue interpretado por Sir Christopher Lee en El ataque de los clones y La venganza de los Sith, mientras que Kyle Rowling realizó las secuencias de acción del sable de luz. El personaje fue interpretado por Corey Burton en Star Wars: Clone Wars (así como en la mayoría de los videojuegos).
Lee repitió su papel para darle voz al personaje en la película animada de 2008, mientras que Burton volvió a interpretar al personaje en la siguiente serie de televisión.